# 品井沼駅
品井沼駅（しないぬまえき）は、宮城県宮城郡松島町幡谷字鹿渡（はたやあざしかわたし）にある、東日本旅客鉄道（JR東日本）東北本線の駅である。

## 歴史

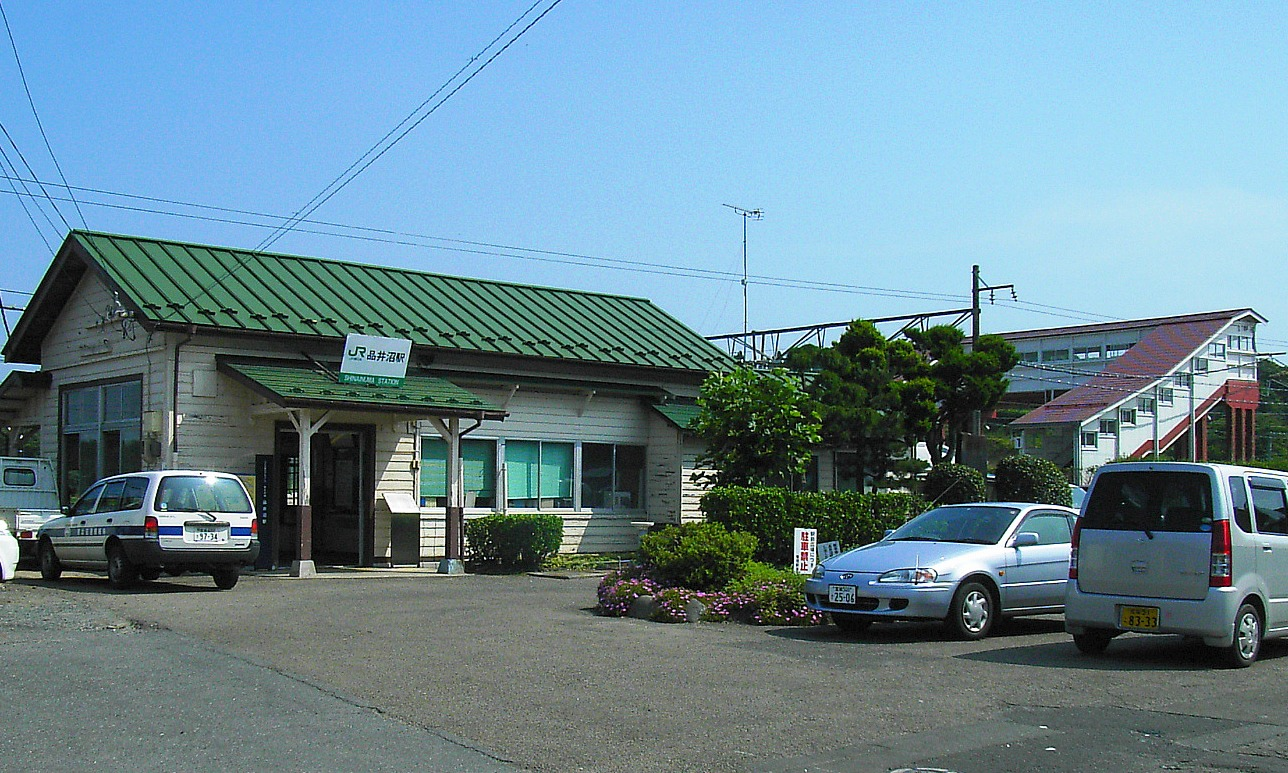
旧駅舎（2005年7月）

- 1918年（大正7年）8月16日：幡谷信号場を設置[1][3]。
- 1932年（昭和7年）12月26日：信号場から昇格し、品井沼駅として開業[1][3]。
- 1944年（昭和19年）11月15日：陸前山王駅 - 当駅間の海線ルートが開業。
- 1962年（昭和37年）4月20日：山線ルートの松島駅 - 当駅間が廃止[4]。
  - 東北本線は、開業当初岩切駅 - 当駅間で、利府駅を経由するルートであった。1944年（昭和19年）に、線路増設と勾配改良のため、陸前山王駅経由のルートが開業し、新線が海線、旧線が山線と呼ばれるようになった。その後の線路改良に際して海線が選択され、山線は岩切駅 - 利府駅を残し廃止されることになった。山線跡は現在、農道・町道として、旧松島駅舎は公民館として利用されており、廃線跡を辿ることができる。
- 1972年（昭和47年）7月1日：貨物の取り扱いを廃止し、旅客駅となる[3]。
- 1984年（昭和59年）
  - 2月1日：荷物の扱いを廃止[3]。
  - 12月1日：無人化[5]。その後、駅業務を品井沼ステーションサービス（1985年〈昭和60年〉3月12日設立[6]）に簡易委託。
- 1987年（昭和62年）4月1日：国鉄分割民営化に伴い、東日本旅客鉄道（JR東日本）の駅となる[3]。
- 2003年（平成15年）10月26日：ICカード「Suica」の利用が可能となる[報道 2]。
- 2020年（令和2年）3月1日：新駅舎の使用を開始[7][報道 1]。
- 2021年（令和3年）12月1日：松島海岸駅の業務委託化に伴い、管理駅が仙台駅に変更。
- 2024年（令和6年）10月1日：えきねっとQチケのサービスを開始[2][報道 3]。

### 駅名の由来
当駅から南へ3キロメートルほど向かったところにある水田が、かつて品井沼と呼ばれる吉田川の遊水池であったが、江戸時代から進められた干拓事業により昭和期に消滅した。

## 駅構造
単式ホーム2面2線を持つ地上駅である。もとは単式・島式ホーム2面3線であったが、中線（旧2番線）は横取線となり、ホームは柵で仕切られている。互いのホームは跨線橋で連絡している。1番線ホーム西側に面して駅舎がある。駅東側に出るためには、駅の北にあるトンネルを潜るか、南の踏み切りを渡る。2020年（令和2年）3月1日に使用開始された駅舎は、鉄骨造1階建て延べ床面積約65平方メートルで、高さの違う2枚の屋根で品井沼地域の山並みや大地の起伏を表現し、江戸時代に品井沼干拓のために掘られた元禄潜穴をイメージした石材やレンガ調のデザインを待合室内装に採用している。
仙台駅管理の簡易委託駅（品井沼ステーションサービスに委託）で、日中のみ駅員が配置されている。窓口、簡易Suica改札機、乗車駅証明書発行機が設置されている。

### のりば
| 番線 | 路線      | 方向 | 行先       |
| ---- | --------- | ---- | ---------- |
| 1    | ■東北本線 | 下り | 小牛田方面 |
| 3    | ■東北本線 | 上り | 仙台方面   |

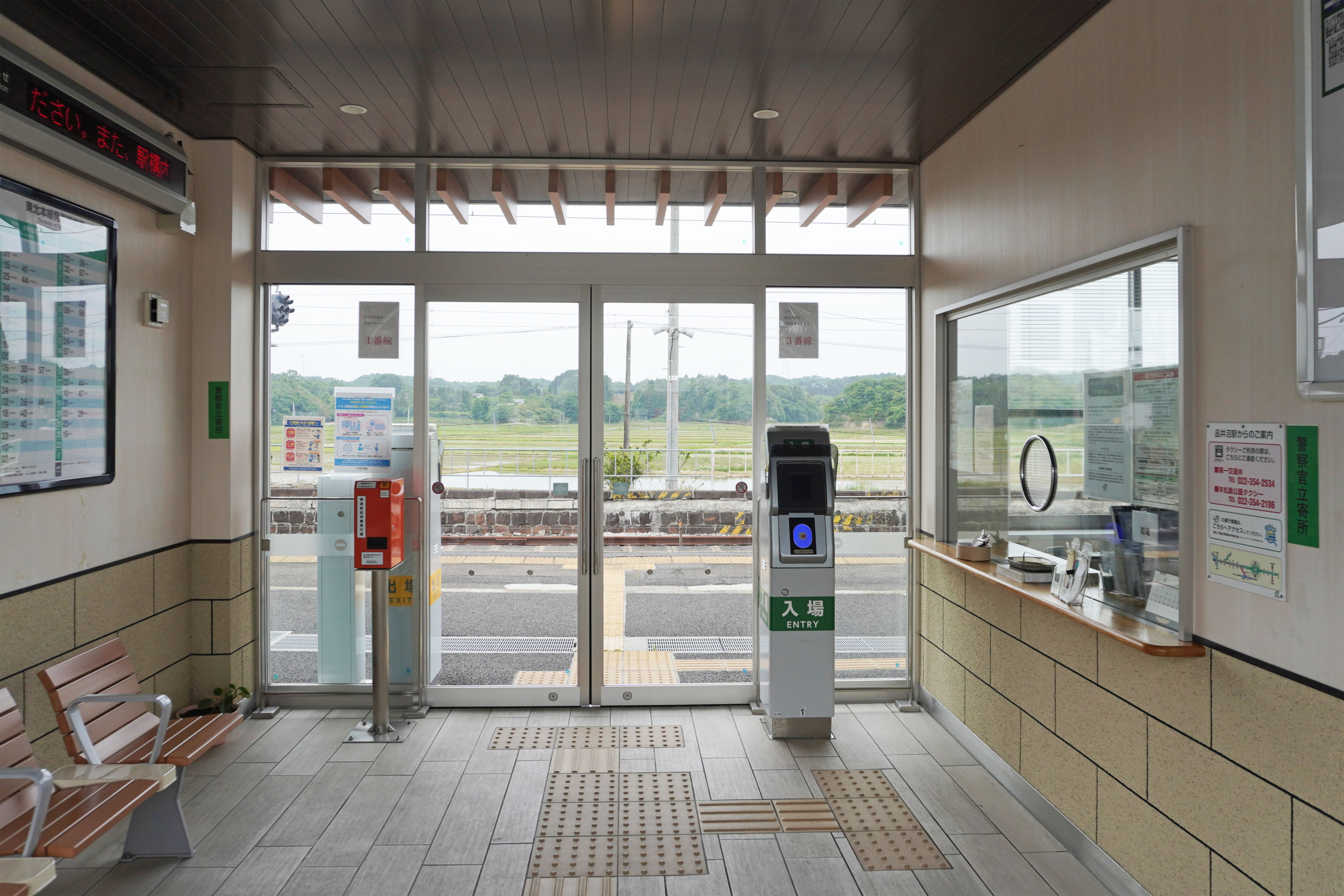
改札口（2023年5月）
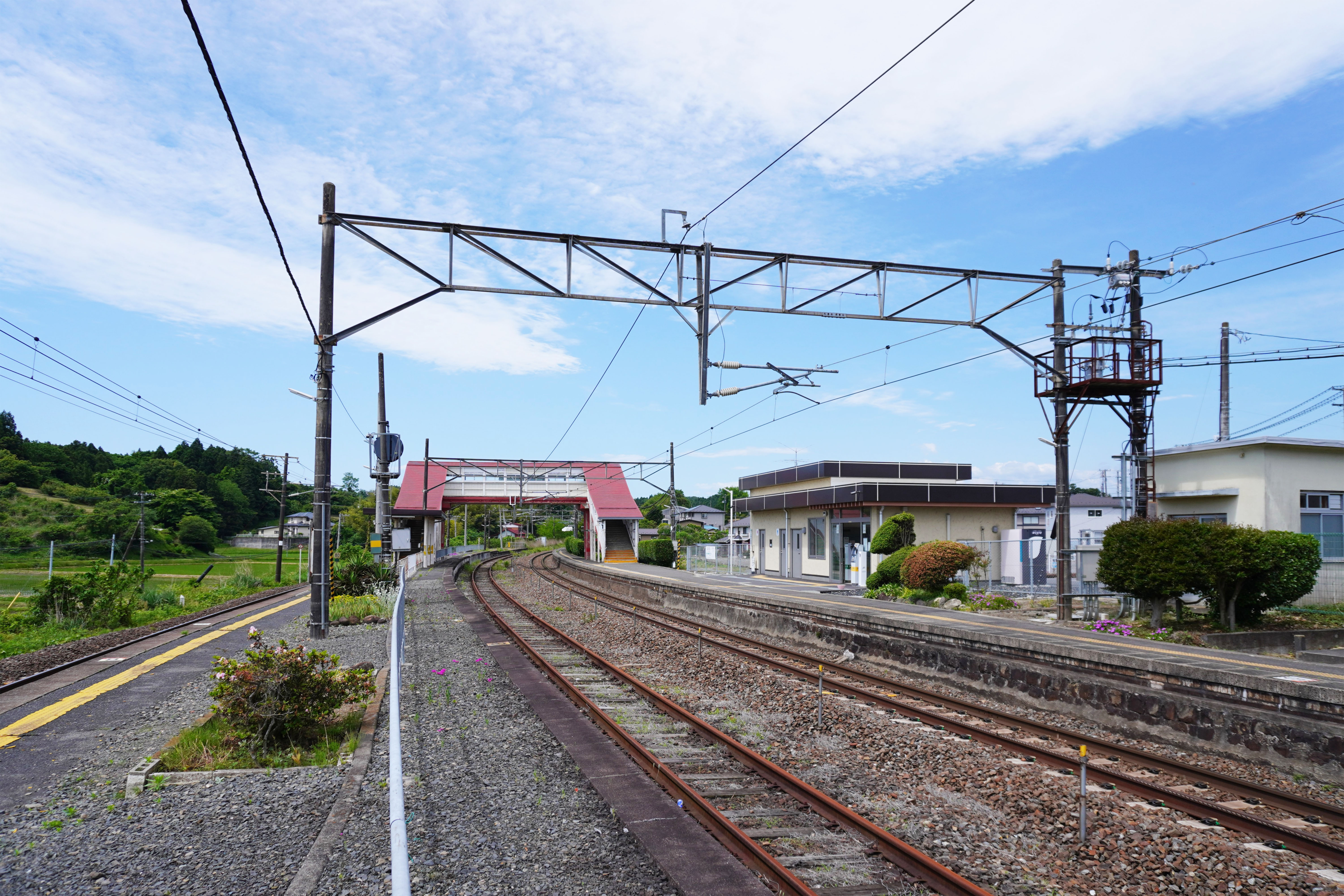
ホーム（2023年6月）

## 利用状況
JR東日本によると、2023年度（令和5年度）の1日平均乗車人員は221人である。
2000年度（平成12年度）以降の推移は以下のとおりである。
| 1日平均乗車人員推移 | 1日平均乗車人員推移 | 1日平均乗車人員推移 | 1日平均乗車人員推移 | 1日平均乗車人員推移 |
| 年度                | 定期外              | 定期                | 合計                | 出典                |
| ------------------- | ------------------- | ------------------- | ------------------- | ------------------- |
| 2000年（平成12年）  |                     |                     | 481                 | [ 利用客数 2 ]      |
| 2001年（平成13年）  |                     |                     | 446                 | [ 利用客数 3 ]      |
| 2002年（平成14年）  |                     |                     | 422                 | [ 利用客数 4 ]      |
| 2003年（平成15年）  |                     |                     | 402                 | [ 利用客数 5 ]      |
| 2004年（平成16年）  |                     |                     | 381                 | [ 利用客数 6 ]      |
| 2005年（平成17年）  |                     |                     | 387                 | [ 利用客数 7 ]      |
| 2006年（平成18年）  |                     |                     | 387                 | [ 利用客数 8 ]      |
| 2007年（平成19年）  |                     |                     | 380                 | [ 利用客数 9 ]      |
| 2008年（平成20年）  |                     |                     | 392                 | [ 利用客数 10 ]     |
| 2009年（平成21年）  |                     |                     | 364                 | [ 利用客数 11 ]     |
| 2010年（平成22年）  |                     |                     | 335                 | [ 利用客数 12 ]     |
| 2011年（平成23年）  |                     |                     | 327                 | [ 利用客数 13 ]     |
| 2012年（平成24年）  | 58                  | 274                 | 333                 | [ 利用客数 14 ]     |
| 2013年（平成25年）  | 63                  | 278                 | 341                 | [ 利用客数 15 ]     |
| 2014年（平成26年）  | 63                  | 271                 | 334                 | [ 利用客数 16 ]     |
| 2015年（平成27年）  | 60                  | 282                 | 343                 | [ 利用客数 17 ]     |
| 2016年（平成28年）  | 63                  | 275                 | 338                 | [ 利用客数 18 ]     |
| 2017年（平成29年）  | 63                  | 260                 | 324                 | [ 利用客数 19 ]     |
| 2018年（平成30年）  | 61                  | 234                 | 296                 | [ 利用客数 20 ]     |
| 2019年（令和元年）  | 56                  | 232                 | 289                 | [ 利用客数 21 ]     |
| 2020年（令和02年）  | 32                  | 191                 | 224                 | [ 利用客数 22 ]     |
| 2021年（令和03年）  | 32                  | 195                 | 228                 | [ 利用客数 23 ]     |
| 2022年（令和04年）  | 34                  | 189                 | 224                 | [ 利用客数 24 ]     |
| 2023年（令和05年）  | 37                  | 183                 | 221                 | [ 利用客数 1 ]      |

## 駅周辺
駅舎がある西側に古くからの小さな集落があり、近年、小学校の裏手に住宅が広がっている。以前は棚田と松島第五幼稚園があったが、宅地開発のため取り壊され、幼稚園は小学校校舎を利用している。駅前に商店、公民館、郵便局がある。駅の南300 - 400メートルほど行ったところに交番、元禄潜穴がある。周辺に大きな店、コンビニエンスストアなどは特にない。駅の東は水田、南は林に覆われた丘陵である。大郷町、大崎市（鹿島台町）、東松島市（鳴瀬町）の境目に位置しており、大郷町からの利用者も多い。
また、近年では住宅地として品井沼駅周辺地域の田園住宅整備および開発が進められている。
- 品井沼駅前郵便局
- 松島町立松島第五小学校
- くぬぎ台団地
- 松島町立松島第五幼稚園
- 国道346号
- 宮城県道229号竹谷幡谷線
- 品井沼干拓資料館

## 隣の駅
東日本旅客鉄道（JR東日本）
■東北本線
愛宕駅 - 品井沼駅 - 鹿島台駅

### かつて存在した路線
日本国有鉄道
東北本線（山線）
（旧）松島駅 - 品井沼駅

### 記事本文

#### 報道発表資料
1. 1 2 3 4  『磐越東線「菅谷駅」、東北本線「南福島駅」、「品井沼駅」が新しくなります』（PDF）（プレスリリース）東日本旅客鉄道仙台支社、2020年1月31日。オリジナルの2020年2月1日時点におけるアーカイブ。2020年2月1日閲覧。
2. ↑  『2003年10月26日（日）仙台エリアSuica（スイカ）デビュー!』（PDF）（プレスリリース）東日本旅客鉄道、2003年8月21日。オリジナルの2020年5月26日時点におけるアーカイブ。2020年5月26日閲覧。
3. ↑  『Suicaエリア外もチケットレスで! 東北エリアから「えきねっとQチケ」がはじまります』（PDF）（プレスリリース）東日本旅客鉄道、2024年7月11日。オリジナルの2024年7月11日時点におけるアーカイブ。2024年8月1日閲覧。

### 利用状況
1. 1 2  “各駅の乗車人員（2023年度）”.   東日本旅客鉄道. 2024年7月22日閲覧。
2. ↑  “各駅の乗車人員（2000年度）”.   東日本旅客鉄道. 2019年2月7日閲覧。
3. ↑  “各駅の乗車人員（2001年度）”.   東日本旅客鉄道. 2019年2月7日閲覧。
4. ↑  “各駅の乗車人員（2002年度）”.   東日本旅客鉄道. 2019年2月7日閲覧。
5. ↑  “各駅の乗車人員（2003年度）”.   東日本旅客鉄道. 2019年2月7日閲覧。
6. ↑  “各駅の乗車人員（2004年度）”.   東日本旅客鉄道. 2019年2月7日閲覧。
7. ↑  “各駅の乗車人員（2005年度）”.   東日本旅客鉄道. 2019年2月7日閲覧。
8. ↑  “各駅の乗車人員（2006年度）”.   東日本旅客鉄道. 2019年2月7日閲覧。
9. ↑  “各駅の乗車人員（2007年度）”.   東日本旅客鉄道. 2019年2月7日閲覧。
10. ↑  “各駅の乗車人員（2008年度）”.   東日本旅客鉄道. 2019年2月7日閲覧。
11. ↑  “各駅の乗車人員（2009年度）”.   東日本旅客鉄道. 2019年2月7日閲覧。
12. ↑  “各駅の乗車人員（2010年度）”.   東日本旅客鉄道. 2019年2月7日閲覧。
13. ↑  “各駅の乗車人員（2011年度）”.   東日本旅客鉄道. 2019年2月7日閲覧。
14. ↑  “各駅の乗車人員（2012年度）”.   東日本旅客鉄道. 2019年2月7日閲覧。
15. ↑  “各駅の乗車人員（2013年度）”.   東日本旅客鉄道. 2019年2月7日閲覧。
16. ↑  “各駅の乗車人員（2014年度）”.   東日本旅客鉄道. 2019年2月7日閲覧。
17. ↑  “各駅の乗車人員（2015年度）”.   東日本旅客鉄道. 2019年2月7日閲覧。
18. ↑  “各駅の乗車人員（2016年度）”.   東日本旅客鉄道. 2019年2月7日閲覧。
19. ↑  “各駅の乗車人員（2017年度）”.   東日本旅客鉄道. 2019年2月7日閲覧。
20. ↑  “各駅の乗車人員（2018年度）”.   東日本旅客鉄道. 2019年7月11日閲覧。
21. ↑  “各駅の乗車人員（2019年度）”.   東日本旅客鉄道. 2020年7月11日閲覧。
22. ↑  “各駅の乗車人員（2020年度）”.   東日本旅客鉄道. 2021年7月23日閲覧。
23. ↑  “各駅の乗車人員（2021年度）”.   東日本旅客鉄道. 2022年8月6日閲覧。
24. ↑  “各駅の乗車人員（2022年度）”.   東日本旅客鉄道. 2023年7月13日閲覧。